# Мар'янна Амачер
Марʼянна Амачер (англ. Maryanne Amacher; 25 лютого 1938 — 22 жовтня 2009) — американська композиторка, звукова мисткиня. У своїй творчості надавала великого значення зв'язку звуку й архітектури, акустичним і психоакустичним явищам (поширення звуку через тверді матеріали, властивості людського слухового сприйняття). Авторка звукових інсталяцій і перформансів, а також творів для інструментів й електроніки.

## Життєпис
Навчалася спершу як піаністка в Філадельфійській консерваторії, згодом вивчала композицію під керівництвом Джорджа Рокберґа й здобула ступінь бакалавра мистецтв (B.F.A.) в Пенсильванському університеті (1964); окрім того, навчалася композиції приватно у Карлгайнца Штокгаузена. Також навчалася композиції в Зальцбургу й Дарлінгтоні. Згодом вивчала комп'ютерні науки й акустику в Іллінойському університеті в Урбана-Шампейн й провадила дослідницьку діяльність в Гарварді й Массачусетському технологічному інституті.
До найвідоміших творів Амачер належить цикл звукових інсталяцій Music for Sound-Joined Rooms (від 1980), які передбачають нерозривний зв'язок звукового твору з архітектурою конкретних споруд і приміщень; City-Links (з 1967), де авторка використовує трансляції звукових сигналів з різних віддалених локацій; Mini-Sound; а також музика до танцю Torse трупи Мерса Каннінгема.
З 2000 р. викладала електронну музику в Bard College.